# Joan Bou
Pour les articles homonymes, voir Bou.
Bou  Company est un nom espagnol. Le premier nom de famille, en général paternel, est Bou ; le second, en général maternel, souvent omis, est Company.
Joan Bou Company (né le 16 janvier 1997 à Campanar (es), quartier de Valence) est un coureur cycliste espagnol.

## Biographie
Joan Bou commence le cyclisme à l'âge de 13 ou 14 ans à l'école de cyclisme Guti-Vinalesa, après avoir pratiqué l'athlétisme, le football et la natation,. Dans les catégories de jeunes, il est entraîné par l'ancien cycliste professionnel José Enrique Gutiérrez.
En 2013, il se classe notamment deuxième du championnat d’Espagne du contre-la-montre dans la catégorie cadets (moins de 17 ans). Il court ensuite au sein de la Fondation Contador, où il s'illustre en étant l'un des meilleurs cyclistes espagnols chez les juniors (moins de 19 ans). Lors de la saison 2015, il est sélectionné en équipe nationale d'Espagne, pour disputer le Trophée Centre Morbihan, qu'il termine à la 18e place. Il participe également aux championnats d'Europe juniors.
En août 2017, il devient stagiaire au sein de l'équipe italienne Nippo-Vini Fantini, après avoir été repéré par Stefano Garzelli. Il passe finalement professionnel en 2018 dans cette même formation,. Bon grimpeur, il se classe quinzième du Tour de Corée. L'année suivante, il termine huitième et meilleur grimpeur du Tour de Hokkaido, ou encore quatorzième du Tour de Burgos.
En 2020, il est recruté par l'équipe basque Fundación-Orbea, après la disparition de Nippo-Vini Fantini. Lors de la saison 2021, il termine quatrième et meilleur grimpeur du Grand Prix International de Torres Vedras, mais également douzième de la Route d'Occitanie. Grâce à ces performances, il est sélectionné par son équipe pour disputer le Tour d'Espagne, son premier grand tour.
En juillet 2022, il finit deuxième du Grand Prix International de Torres Vedras. 

## Palmarès et résultats

### Palmarès par année
- 2013
  - 2e du championnat d'Espagne du contre-la-montre cadets
- 2015
  - 2eb étape de la Vuelta al Besaya
  - 3e étape de la Bizkaiko Itzulia[6]
  - 3e de la Gipuzkoa Klasika
  - 3e de la Bizkaiko Itzulia
- 2022
  - 2e du Grand Prix International de Torres Vedras-Trophée Joaquim Agostinho
- 2024
  - 2e du Tour de Romagne
  - 2e de la Clásica Terres de l'Ebre

### Résultats sur les grands tours

#### Tour d'Espagne
3 participations
- 2021 : 103e
- 2022 : 83e
- 2024 : 72e

### Classements mondiaux
| Année                                 | 2018  | 2019  | 2020  | 2021  | 2022  | 2023 | 2024 |
| ------------------------------------- | ----- | ----- | ----- | ----- | ----- | ---- | ---- |
| Classement mondial                    | 2168e | 1665e | 1970e | 1075e | 1139e | 416e | 397e |
| UCI Europe Tour                       | 1668e | 1102e | 1438e | 797e  | 807e  | nc   | nc   |
| UCI Asia Tour                         | 550e  |       |       |       |       |      |      |
|                                       |       |       |       |       |       |      |      |
| Légende : nc = non classéSource : UCI |       |       |       |       |       |      |      |